# Văn Phượng
Văn Phượng (sinh ngày 7 tháng 5 năm 1988), là một nữ diễn viên người Việt Nam. Năm 2021, cô đoạt giải "Nữ diễn viên được yêu thích nhất" tại Lễ trao giải Mai Vàng với vai Diệu trong phim Mẹ ghẻ.

## Tiểu sử
Văn Phượng tốt nghiệp trường Đại học Sân khấu – Điện ảnh Thành phố Hồ Chí Minh. Cô từng xuất hiện qua nhiều bộ phim như: Mẹ ghẻ, Trở về 1, Canh bạc tình yêu. Khi đang là sinh viên năm thứ hai khoa Quản trị kinh doanh của trường Đại học Sài Gòn, Văn Phượng bất ngờ đăng ký dự thi trường Đại học Sân khấu Điện ảnh. Trải qua thời gian dài thuyết phục gia đình cùng với nỗ lực của bản thân cô dần khẳng định cá tính và tài năng của mình.
Với khuôn mặt ưa nhìn ngay khi học năm nhất trường Đại học Sân khấu Điện ảnh, Văn Phượng đã may mắn được giao vai chính trong bộ phim truyền hình "Những khoảng trời riêng" của đạo diễn Đỗ Mai Nhất Tuấn.
Sau đó cô được đạo diễn Việt Trinh chọn vào vai chính trong phim "Trở về 1". Bộ phim từng là hiện tượng trên sóng Đài Truyền hình TP.HCM năm 2012 và đã giúp Văn Phượng giành được đề cử giải HTV Awards, ngoài ra còn giúp cô có thêm nhiều kinh nghiệm quý giá trong diễn xuất cũng như nhận được nhiều tình cảm của khán giả.
Ngoài công việc là diễn viên, Văn Phượng còn lấn sân sang kinh doanh, cô mở thẩm mỹ viện mang tên chính cô tọa lạc tại Quận Tân Bình, Thành phố Hồ Chí Minh.

## Danh sách phim

### Phim truyền hình
2009: Những khoảng trời riêng vai Tường Vy
2010: Vùng đất không yên tĩnh vai Mai
2011: Theo dấu hương xưa vai Diễm
2011: Trăng mùa mưa vai Tuyết
2012: Trở về 1 vai Nhi
2013: Hành trình hôn nhân vai Hạ
2013: Vợ của chồng tôi vai Bảo Hà
2013: Nữ xế vai Vân
2013: Rau muống tháng 9 vai Ái Nhung
2014: Cô em họ xa vai Liên
2014: Trái tim màu xanh vai Ba Cầm
2015: Những bức tranh của bé Bơ vai Vy
2016: Đồng tiền quỷ ám vai Xuân
2017: Một nửa nanh cọp vai Quỳnh Trâm
2017: Cuộc chiến nhân tâm vai Lan
2017: Phục hận vai Vân
2018: Ánh đèn nơi thành thị vai Hằng
2019: Ráng chiều ấm áp vai Mai
2019: Giữa hai bờ thiện ác vai Út Khanh
2020: Mẹ ghẻ vai Diệu (lúc trẻ)
2020: Dịch vụ anh tơ hồng vai Kim Ngân
2021: Cô vi ơi là cô vi vai Ngọc Hà
2021: Canh bạc tình yêu vai Khánh Băng / Khánh Linh / Hoài Phương
2021: Những phận đời trớ trêu vai Tuyết
2023: Thử thách cuộc đời vai Hương
2024: Tình yêu bất tử vai Phượng
2024: Mùa sậy trổ bông vai Huệ (lúc trẻ)
2024: Tham vọng giàu sang vai Bà Hường

### Phim điện ảnh
| Năm  | Tựa phim           | Vai diễn |
| ---- | ------------------ | -------- |
| 2014 | Thầu Chín ở Xiêm   | O Hoàn   |
| 2019 | Cuộc gọi định mệnh | Hiền     |

## Giải thưởng và đề cử
| Năm  | Lễ trao giải  | Hạng mục                         | Đề cử              | Kết quả   | Chú thích |
| ---- | ------------- | -------------------------------- | ------------------ | --------- | --------- |
| 2012 | HTV Awards    | Nữ diễn viên xuất sắc nhất       | Nhi trong Trở về 1 | Đề cử     | [ 7 ]     |
| 2020 | Giải Mai Vàng | Nữ diễn viên được yêu thích nhất | Diệu trong Mẹ ghẻ  | Đoạt giải | [ 8 ]     |